# チャップリンのカルメン
『チャップリンのカルメン』（Charlie Chaplin's Burlesque on Carmen）は、チャーリー・チャップリンのエッサネイ社における13作目のサイレント映画。チャップリンは本作を2巻物として1915年に公開したが、1916年にチャップリンがエッサネイ社を離れてから、エッサネイ社は彼の承認なしにレオ・ホワイトが追加撮影した部分を加えて4巻物に再編集して公開した。チャップリンはエッサネイ社に対して訴訟を起したが、チャップリンは敗訴した。そのため、今日ビデオやDVDで鑑賞できるのは、この拡大された版である。
本作も他の多くの映画作品同様、プロスペル・メリメの小説『カルメン』やジョルジュ・ビゼーの同名のオペラを題材としたもので、チャップリンが本作を製作した動機には、当時も人気の高かったこの題材を喜劇にしたいという考えがあった。同年封切られたセダ・バラ主演の『カルメン』や、セシル・B・デミル監督の『カルメン』の実質パロディである。別邦題は『珍カルメン』。

## キャスト
- 衛兵の伍長ダン・ホーザリー（ドン・ホセのもじり）：チャーリー・チャップリン
- カルメン：エドナ・パーヴァイアンス
- ドン・レメンダード：ベン・ターピン
- 衛兵将校：レオ・ホワイト
- 闘牛士エスカミーリョ：ジョン・ランド
- リリアス・パスタ：ジャック・ヘンダーソン
- フラスキータ：メイ・ホワイト
- 衛兵バド・ジェイミソン：フランク・J・コールマン
- 放浪者：ウェズリー・ラッグルズ
- ジプシー：ローレンス・A・バウズ